# 赫くなれば其れ
『赫くなれば其れ』（かくなればそれ、Double Red）は、2021年製作の日本映画。

## 概要
SKIPシティ国際Dシネマ映画祭2021国内コンペティション長編部門に正式出品。

## あらすじ
下北沢の古本屋で働く文作。栃木県鹿沼で生活する幸之助。 
かつて一緒に暮らし働いていた彼らは、幸之助の幼馴染であった女優・なつめの自殺をきっかけに、ばらばらになった。 
喪失感を抱え日々を送る文作の元にある日、なつめの映画のカメラマンだった嗣澤から、
幸之助宛の郵便が届く。中にはなつめの最後の映像記録と、彼女が綴ったノートが入っていた。

## キャスト
- 多賀文作　- 門田宗大
- 齋藤幸之助 - 田中爽一郎
- 木下鈴音 - 秋葉美希
- 嗣澤 - 星野一輝
- 多賀一葉　- 細川岳
- あき　- イトウハルヒ
- 高久要　- 鶴田翔
- 東店長　- 広木健太
- 遊　- 浦山芳樹

## スタッフ
- 監督 - 猫目はち
- 脚本 - 猫目はち
- 撮影監督 - 上川雄介
- 撮影補- 横尾直人
- 録音・整音 - 柳田耕佑
- 音楽 - 原夕輝
- 助監督 - 平波亘、伊藤祥